# .sl
.sl je internetová národní doména nejvyššího řádu pro Sierra Leone.

## Žádost Somalilandu o užití domény .sl
Dne 21. ledna 2020 somálský politik Abdiweli Sheikh Abdillahi Sufi, ministr informací a komunikačních technologií mezinárodně neuznaného Somálijska požádal Ministerstvo informací a komunikací Sierry Leone o užívání domény .sl pro Somálijsko. Zda dostal odpověď není zřejmé 